# Érase una vez (expresión)

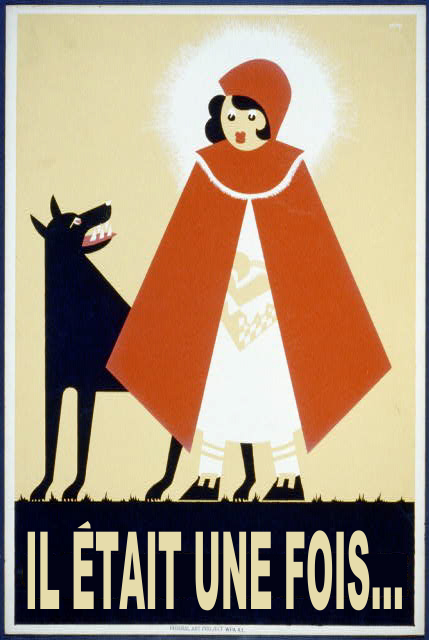
Caperucita Roja, ilustración (1939) de Kenneth Whitley.

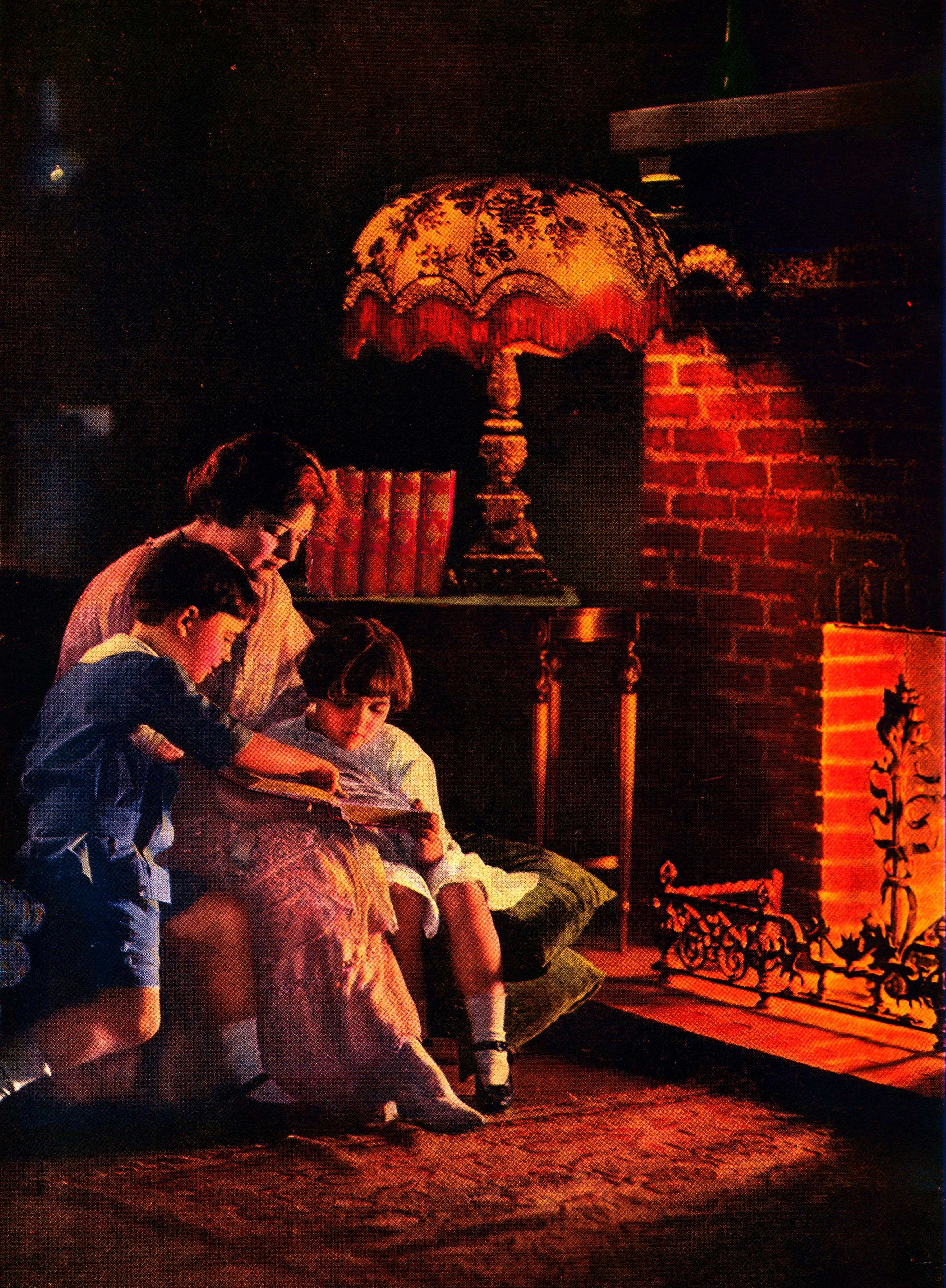
Ilustración (cubierta) de un libro para niños (1909), escrito por Eleanor Stackhouse Atkinson.

«Érase una vez» es una frase común utilizada para introducir una narración de acontecimientos pasados, normalmente en cuentos de hadas y cuentos populares.
La frase es común en los cuentos de hadas para niños más pequeños. Se utilizó en las traducciones originales de los cuentos de Charles Perrault como traducción del francés «il était une fois», de Hans Christian Andersen como traducción del danés «der var engang», (literalmente 'hubo una vez'), los hermanos Grimm como traducción del alemán «es war einmal» (literalmente 'fue una vez').

## Otras lenguas

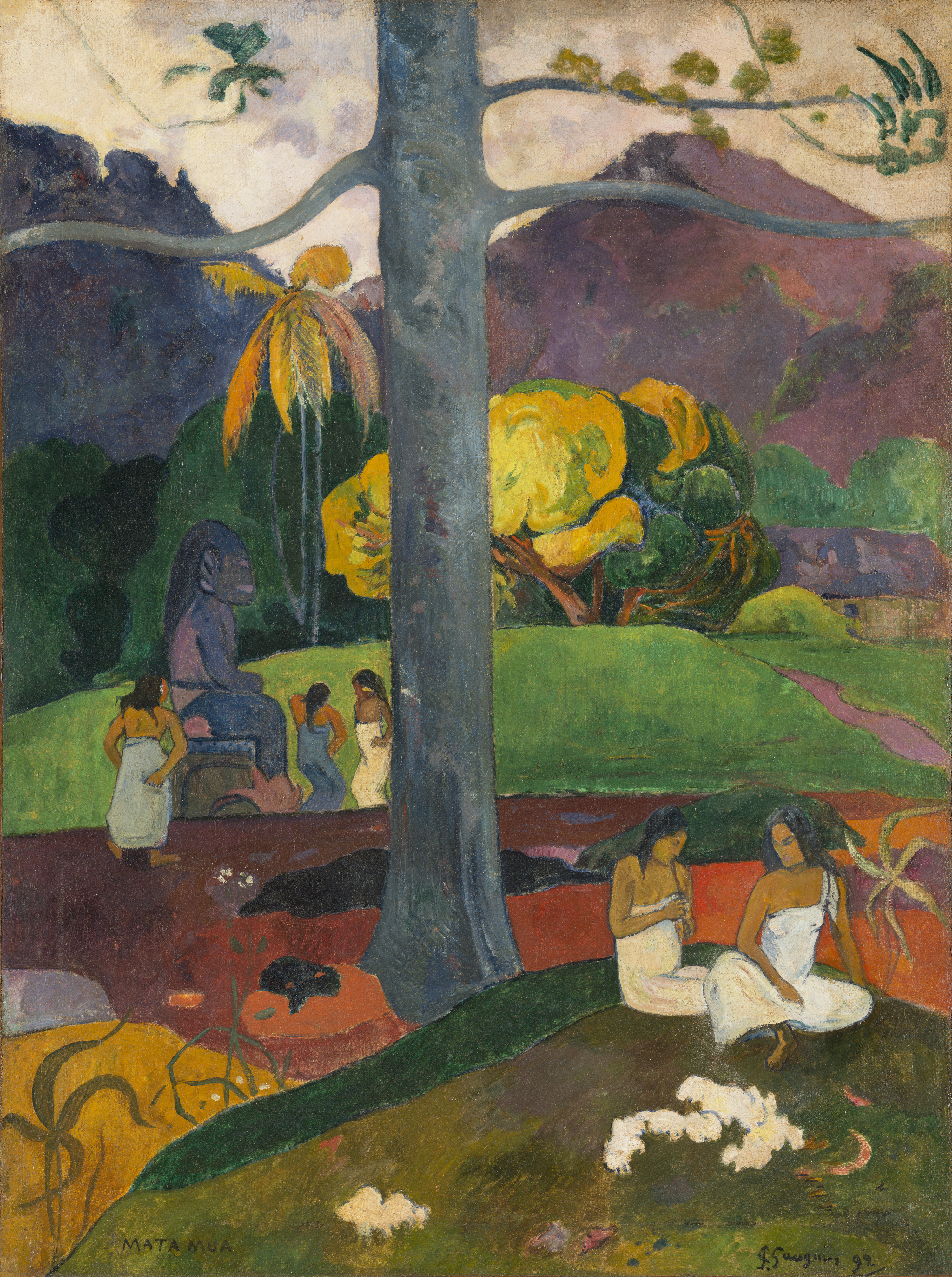
Mata Mua (Érase una vez o En otros tiempos), obra de Paul Gauguin, 1856.

La expresión aquí aludida, es retomada en muchas lenguas a lo largo y ancho del mundo. Y ésta se traduce en forma literal o adaptada según la correspondiente cultura:
- Español: Érase una vez... (termina con ...y vivieron felices y comieron perdices.)

### África
- Afrikáans: Eendag, lank gelede
- Árabe: كان يا ماكان (Kān yā mākān).
- Árabe argelino: حجيتك ما جيتك (Ḥaytek mā ḥaytek).
- Ekoti: (Mozambique, Bantú): Rakú z'éepo waarí-vó oswááipu nwúlw'eéne saána
- Goemai: (Nigeria, Chádico occidental) : Tamtis noe lat/ dok ba muaan yi wa
- Iraqw: (Tanzania, Kenia, Lengua cushita) tokaro-yâ
- Maragoli: (Kenia, ligado a la lengua Luhya) Mmadikhu ga khaare
- Shona: Paivapo
- Suajili (África del Este): Hapo zamani za kale

### Asia
- Armenio: Կար-չկար (Kar-čkar).
- Azerí: Biri var idi, biri yox idi
- Canarés: Ondanondu kaaladalli
- Coreano: 옛날 옛적에 (Yetnal yetjeoke).
- Chino: 从前 (Cong qian).
- Chino mandarín: 很久 / 很久以前.
- Georgiano: იყო და არა იყო რა (ka) (Iqo da ara iqo ra).
- Hebreo: היו היה פעם (Hayo haya pa'am).
- Hindi: किसी ज़माने में (Kimī jaṃāne meṃ) / बहुत पुरानी बात है (Bahuta purānī bāta hau).
- Indonesio: Pada suatu hari
- Japonés: 昔々 むかしむかし Mukashi mukashi
- Malayalam: Pandu Oridathu
- Pastún: داسي کار وو چي (Daasi kaar wo che) / داسي چل وو چي (Daasi chal wo che).
- Persa: روزی روزگاری (Rouzii, Rouzegaarii) / یکی بود، یکی نبود، غیر از خدا هیچ کس نبود (Yekii boud, yekii naboud, gheyr az Khoda hich kas naboud).
- Ruso: variable según el género y el nombre del personaje presentado al comienzo del cuento : Жил был (Jil byl) (un hombre), Жила была (Jila byla) (una mujer), Жило было (Jilo bylo) (neutro), Жили были (Jili byli) (plural).
- Sánscrito: पुराकाले (Pūrākāle)/कदाचित् (Kadājit).
- Tagalo: Noong unang panahon
- Tailandés: กาลครั้งหนึ่งนานมาแล้ว
- Télugu: అనగా అనగా
- Turco: Evvel zaman içinde
- Vietnamita: Ngày xửa ngày xưa

### Europa
- Alemán: Es war einmal
- Búlgaro: Имало едно време (Imalo edno vreme).
- Catalán: Hi havia / Això era una vegada/Això era i no era/Temps era temps (quan els animals parlaven i les persones callaven...)
- Croata: Jednom davno
- Checo: Bylo nebylo
- Danés: Der var engang / Engang for længe siden
- Eslovaco: Kde bolo - tam bolo
- Esloveno: Pred davnimi časi / Nekoč
- Euskera: Bazen behin
- Feroés: Einaferð var tað
- Finlandés: Olipa kerran
- Francés: Il était une fois
- Gallego: Era unha vez
- Galés: Amser maith yn ôl
- Griego moderno: Μια φορά κι έναν καιρό (Mia forá ki énan keró).
- Húngaro: Egyszer volt / Hol nem volt / Volt egyszer egy
- Inglés: Once upon a time
- Irlandés: Fadó, fadó, fadó a bhí ann (agus bhí rí i nGaillimh)
- Islandés: Einu sinni var
- Italiano: C'era una volta
- Letón: Reiz sen senos laikos
- Lituano: Vieną kartą
- Neerlandés : Er was eens
- Noruego: Det var en gang
- Polaco: Dawno, dawno temu
- Portugués : Era uma vez
- Rumano: A fost odată
- Serbio: Једном давно (Jednom dvano).
- Sueco: Det var en gång

### Lenguas construidas
- Esperanto: Iam estis